# Seleção Tibetana de Futebol
A Seleção Tibetana de Futebol é uma equipe de futebol que representa a região cultural do Tibete em competições internacionais, e é organizada pela Associação Nacional de Futebol do Tibete (TNFA), uma organização de tibetanos exilados. Penpa Tsering é o atual gerente de equipe.
Muitos dos jogadores estão no exílio e são representados pelo Governo Tibetano no Exílio. A equipe não faz parte da FIFA nem da AFC e não participa de torneios internacionais, mas participa da CONIFA, órgão destinado a compreender representantes de estados não soberanos. A TNFA foi fundada em 2001 e seu objetivo é ganhar um status oficial. 

## Partidas
| 1956 Copa da China de 1956 | Xangai | 4 - 1  | Tibete | China |
|                            |        | Report |        |       |

| 1956 Copa da China de 1956 | Luda | 4 - 2  | Tibete | China |
|                            |      | Report |        |       |

| 6 de novembro de 1972 Amistoso | Nepal | 4 - 0 | Tibete | China |  |
|                                |       |       |        |       |  |

| 7 de junho de 1979 Amistoso | Nepal | 3 - 2 | Tibete | Nepal |  |
|                             |       |       |        |       |  |

| 9 de junho de 1979 Amistoso | Nepal | 2 - 1 | Tibete | Nepal |  |
|                             |       |       |        |       |  |

| 30 de junho de 2001 Amistoso | Groenlândia | 4 - 1 | Tibete | Copenhagen, Dinamarca |  |
|                              |             |       |        |                       |  |

| 14 de julho de 2001 Amistoso | Mônaco | 2 - 1 | Tibete | Alemanha |  |
|                              |        |       |        |          |  |

| 10 de outubro de 2003 Amistoso | Siquim | 2 - 1 | Tibete | Gangtok Índia           |
|                                |        |       |        | Estádio: Paljor Stadium |

| 30 de maio de 2006 FIFI Wild Cup | República de St. Pauli                          | 7 - 0 | Tibete | Hamburgo, Alemanha          |  |
|                                  | Abdul Yilmaz , · Hakan Demirci , · Dennis Daube |       |        | Estádio: Millerntor-Stadion |  |

| 31 de maio de 2006 FIFI Wild Cup | Tibete | 0 - 5 | Gibraltar | Hamburgo, Alemanha          |
|                                  |        |       |           | Estádio: Millerntor-Stadion |

| 19 de novembro de 2006 ELF Cup | Tibete | 0 - 3 | Tajiquistão                                       | Güzelyurt, Chipre do Norte                         |  |
|                                |        |       | Daler Aknazarov 59', 67' · Firdavs Faizullaev 65' | Estádio: Zafer Stadium Árbitro: Abdullah Özsusuzlu |  |

| 20 de novembro de 2006 ELF Cup | Tibete | 0 - 1 | Crimeia              | Güzelyurt, Chipre do Norte                   |  |
|                                |        |       | Arsen Ablyametov 41' | Estádio: Zafer Stadium Árbitro: Ulus Sediral |  |

| 21 de novembro de 2006 ELF Cup | Chipre do Norte | 10 - 0 | Tibete | Gazimağusa, Chipre do Norte                                     |  |
|                                | Hamis Çakır 13', 30', 37' · Ediz Çukurovalı 14', 24', 43' · Sabri Selden 17', 29' · Atkun Ankbuka 54' · Yasin Kansu 77' |        |        | Estádio: Mağusa Dr. Fazıl Küçük Stadium Árbitro: Ramadan Göktan |  |

| 4 de agosto de 2007 Amistoso | Deli XI | 0 - 6 | Tibete | Nova Deli, Índia            |
|                              |         |       |        | Estádio: Kirori Mal College |

| 31 de outubro de 2007 Torneio Amistoso | Butão | 2 - 2 | Tibete | Gangtok, Índia          |
|                                        |       |       |        | Estádio: Paljor Stadium |

| 2 de novembro de 2007 Torneio Amistoso | Butão | 3 - 0 | Tibete | Gangtok, Índia          |
|                                        |       |       |        | Estádio: Paljor Stadium |

| 17 de abril de 2008 Amistoso | VDL-Maassluis | 5 - 0 | Tibete | Maassluis, Países Baixos |  |
|                              |               |       |        |                          |  |

| 19 de abril de 2008 Amistoso | JEKA Breda | 1 - 1 | Tibete | Breda, Países Baixos |  |
|                              |            |       |        |                      |  |

| 7 de maio de 2008 Amistoso | Padânia | 13 - 2 | Tibete | Milão, Itália            |
|                            |         |        |        | Estádio: Arena di Milano |

| 23 de junho de 2013 Torneio Internacional de Povos, Culturas e Tribos | Québec | 21 - 0 | Tibete | Marselha, França                   |  |
| 10:30 (UTC +1)                                                        |        |        |        | Estádio: Stade Montredon Michelier |  |

| 24 de junho de 2013 Torneio Internacional de Povos, Culturas e Tribos | Provença | 22 - 0 | Tibete | Marselha, França                   |
|                                                                       |          |        |        | Estádio: Stade Montredon Michelier |

| 28 de junho de 2013 Torneio Internacional de Povos, Culturas e Tribos | Tibete | 12 - 2 | Saara Ocidental | Marselha, França                   |
|                                                                       |        |        |                 | Estádio: Stade Montredon Michelier |

| 31 de maio de 2018 Copa do Mundo ConIFA de 2018 | Abecásia                                                         | 3 - 0  | Tibete | Enfield, Inglaterra                                           |  |
| 12:00                                           | Ruslan Akhvlediani 15 · Dmitri Maskayev 60' · Ruslan Shoniya 77' | Súmula |        | Estádio: Queen Elizabeth II Stadium Árbitro: Raymond Mashamba |  |

| 2 de junho de 2018 Copa do Mundo ConIFA de 2018 | Chipre do Norte                    | 3 - 1  | Tibete      | Enfield, Inglaterra                                        |  |
| 14:00                                           | Halil Turan 2', 67' · Uğur Gök 73' | Súmula | Yopgyal 38' | Estádio: Queen Elizabeth II Stadium Árbitro: John McCallum |  |

| 3 de junho de 2018 Copa do Mundo ConIFA de 2018 | Transcarpátia                                                                         | 5 - 1  | Tibete           | Bracknell, Inglaterra                          |  |
| 15:00                                           | Zsolt Gajdos 2' · György Sándor 35' (pen) · Ronald Takács 42', 77' · Alex Svedjuk 75' | Súmula | Pema Lhundup 69' | Estádio: Larges Lane Árbitro: Raymond Mashamba |  |

| 5 de junho de 2018 Amistoso | Turcos em Londres                | 4 - 0  | Tibete | Bromley, Inglaterra                            |  |
| 15:00                       | Hassan Nalbant , · Ali Uyar Avci | Súmula |        | Estádio: Hayes Lane Árbitro: Mario Gustafierro |  |

| 7 de junho de 2018 Copa do Mundo ConIFA de 2018 | Tibete                    | 1 - 8  | Cabília                                                            | Enfield, Inglaterra                                          |  |
| 15:00                                           | Kalsang Yopgyal 75' (pen) | Súmula | Sami Boudia 25', 44', 77', 87' · Ilyas Hadid 45' · Enzo Mezaib 49' | Estádio: Queen Elizabeth II Stadium Árbitro: Clément Auclair |  |

| 9 de junho de 2018 Copa do Mundo ConIFA de 2018 | Tibete      | 1 - 1 (1 - 4 pen.) | Coreanos no Japão | Rotherhithe, Inglaterra                               |  |
| 12:00                                           | Topgyal 20' | Súmula             | Gelek 84'         | Estádio: St Paul's Sports Ground Árbitro: Ivan Mrkalj |  |